# Escola d'Art Dramàtic Adrià Gual
L'Escola d'Art Dramàtic Adrià Gual o EADAG fou una escola de teatre fundada el 1960 per Ricard Salvat i Maria Aurèlia Capmany com a secció teatral del Foment de les Arts Decoratives (FAD).

## Història
Al principi, els interessos de l'EADAG eren força diversos però, quan Ricard Salvat i Maria Aurèlia Capmany van assumir-ne la direcció, la companyia va començar a especialitzar en les tècniques brechtianes. S'hi ensenyaven també les tècniques actorals de Stanislavski i de la Commedia dell'Arte. Era un espai de formació obert a actors, directors o investigadors que va suposar una renovació dels plantejaments teatrals del moment des d'una ferma voluntat de professionalització.
A partir del 1966, l'EADAG va estrenar diversos espectacles al Teatre Romea durant tres temporades seguides. Amb posades en escena de textos catalans al costat d'obres internacionals tan trencadores com Insults al públic, de Peter Handke, aquesta companyia tenia la intenció de posar el teatre català a l'hora europea. Cal destacar la importància de Primera història d'Esther de Salvador Espriu i de Ronda de mort a Sinera, un muntatge fet a partir de textos del mateix autor, tots dos emblemàtics de la companyia i del director Ricard Salvat.
Volia apartar-se del teatre realitzat dins del règim franquista, introduir noves tècniques (n'és palesa la influència de Bertolt Brecht) i renovar el panorama teatral català. Prengué el nom del dramaturg Adrià Gual i Queralt (1872-1943). Entre els alumnes més destacats de l'escola hi ha Josep Montanyès, Francesc Nel·lo, Josep Anton Codina, Josep Maria Segarra i Feliu Formosa.
Recollí en alguns aspectes el testimoni de l'Agrupació Dramàtica de Barcelona (ADB) i el 1965 marcà una fita en el teatre català amb l'estrena de Ronda de mort a Sinera, de Salvador Espriu i Ricard Salvat. El 1966 es transformà en Companyia de Teatre Adrià Gual, que des d'aleshores ha actuat a festivals europeus (Nancy, Madrid, Sant Sebastià, París, Venècia) i ha representat muntatges sobre obres de Brecht, Sartre i Salvador Espriu.
El 1975 Daniel Giralt-Miracle i el Consell Directiu del FAD van decidir tancar l'escola definitivament. En quinze anys, l'escola havia realitzat cent cinquanta muntatges. Després de diverses peripècies i un funcionament provisional degut a la situació confusa de la Transició, Salvat i el seu equip van poder continuar a la nova Escola d'Estudis Artístics de l'Hospitalet fins al 1978, moment en què l'Ajuntament decideix tancar l'establiment.
L'EADAG no va tenir continuïtat per motius econòmics i perquè els mitjans de comunicació de l'època no se'n van fer ressò. No obstant això, va afavorir l'aparició de grups de teatre independent, perquè la formació que oferia aquesta nova iniciativa era un contrapunt a l'escleròtic Institut del Teatre i va suposar clarament un pas definitiu en la renovació teatral catalana.